# Лангеваль
Лангеваль (нім. Langewahl) — громада в Німеччині, розташована в землі Бранденбург. Входить до складу району Одер-Шпре. Складова частина об'єднання громад Шармютцельзе.
Площа — 13,27 км2. Населення становить 885 ос. (станом на 31 грудня 2020).